# Ellen Louise Wilsonová
Ellen Louise Axsonová Wilsonová (15. května 1860, Savannah, Georgie – 6. srpna 1914, Washington, D.C.) byla 1. manželka 28. prezidenta USA Woodrowa Wilsona a v letech 1913 a 1914 vykonávala funkci první dámy USA.
Po její smrti ji do roku 1915, kdy se Woodrow Wilson podruhé oženil s Edith Bolling Wilsonovou, vykonávala funkci první dámy USA její dcera Margaret Wilsonová.